# チャーチルダウンズ (企業)
チャーチルダウンズ株式会社（Churchill Downs Incorporated, 略称CDI）は、アメリカ合衆国ケンタッキー州ルイビルのチャーチルダウンズ競馬場を運営する企業である。同社は現在、同競馬場のみならず、アメリカ各地の競馬場やカジノ、オンライン賭博などの賭博関連組織を多数保有・運営している。 

## 歴史
チャーチルダウンズ競馬場は1875年に開場した競馬場で、当時26歳のメリウェザー・ルイス・クラークが、競馬を開催するためのルイビルジョッキークラブ参考にして建設したものであった。 クラークはイギリスやフランスを見聞した経験があり、イギリスのルース提督やフランスのジョッキークラブの副会長であるヴィコント・ダーンなど、当時の欧州競馬界の著名人を訪問していた。同競馬場は1875年5月17日に正式にオープンし、第1回のケンタッキーダービーを含む4つの競走が組まれていた。     
1900年代初頭、チャーチルダウンズは他の5つの競馬場とともに「ケンタッキージョッキークラブ」を結成した。このジョッキークラブは再編成を目的として、1927年12月にいったん解散、 1928年1月に「アメリカンターフ協会（American Turf Association）」がチャーチルダウンズを含む7競馬を統括する新しい持ち株会社となった。 
その後1929年から1942年にかけて、同協会は所属する競馬場は徐々に減らし続け、1937年時点で3競馬場しか残っていなかった。 1937年1月、チャーチルダウンズはケンタッキー州北部のラトニア競馬場と合弁し、チャーチルダウンズ-ラトニア社を設立した。1942年、チャーチルダウンズとラトニアは分離し、正式に名称をチャーチルダウンズ株式会社に変更した。 
1990年代初頭にサイマルキャスト放送が当たり前になった頃、チャーチルダウンズは自社の事業を拡大して、サイマルキャスト放送業界にも手を伸ばした。  
チャーチルダウンズは1990年代から他の競馬場の買収に乗り出した。最初に手を伸ばしたのは1991年で、チャーチルダウンズは苦境にあったケンタッキー州のルイビルダウンズ競馬場を買収している。 1994年にはインディアナ州に進出し、実業家のルイス・カルロからフージャーパーク競馬場を購入した。1998年にはケンタッキー州ヘンダーソンにあるエリスパーク競馬場を購入、翌1999年にはピナクルエンターテインメントからコールダー競馬場とハリウッドパーク競馬場を買収した。2000年にはアーリントンパークと合併、アーリントンが所有していた8つのOTB（場外馬券発売施設）も取り込んだ。 2004年にはフェアグラウンズ競馬場を買収した。 
手放した競馬場もいくつかあり、2005年にはハリウッドパークをベイメドウズランドカンパニーに2億5,750万ドルで売却、2006年9月にはエリスパークは実業家のロン・ギアリーに売却された。また、2006年12月にはフージャーパークをセントール社に売却している。 
2002年4月、チャーチルダウンズは、アメリカにおける引退競走馬の養老組織であるサラブレッドリタイアメント基金と提携して、「グリーンパスチャープログラム」を設立した。 
ゲーミング施設の設置にも積極的で、フェアグラウンズ競馬場は2005年にハリケーンの被害により一時期休業していたが、2007年の秋にゲーミング施設を設置されたうえで再開した。2010年1月、チャーチルダウンズはコールダーにもカジノを追加している。   
2010年12月、ミシシッピ州グリーンビルにあるハーロウズカジノリゾート（Harlow's Casino Resort）を1億3,800万ドルで買収した。 2012年10月にはミシシッピ州ヴィクスバーグのリバーウォークカジノ・アンド・ホテル（Riverwalk Casino and Hotel）を1億4,100万ドルで買収している。 
2012年12月、チャーチルダウンズはデラウェアノース社と提携し、オハイオ州レバノンにあるレバノン競馬場を6000万ドルで購入した。オハイオ州はそれからまもなく競馬場でのスロットマシン運用を承認すると、両社はシンシナティとデイトンの間に2億1500万ドルをかけて同競馬場を移築、マイアミバレーゲーミングと改称して2013年12月にオープンさせている。 
2013年7月、チャーチルダウンズはメイン州オックスフォードにあるオックスフォードカジノを1億6,000万ドルで購入した。 
2014年5月、チャーチルダウンズとサラトガカジノホールディングスは、 ニューヨーク州キャピタル郡のカジノ営業ライセンスに入札するための業務提携を発表し、 ニューヨーク州イーストグリーンブッシュに3億ドルのデスティネーションリゾートカジノを提案した。 2014年10月、同社はサラトガの提案のリゾートの持分25%を購入することに同意し、 サラトガカジノ・アンド・レースウェイ 、サラトガカジノ・ブラックホーク、および提案されたキャピタルビューカジノ＆リゾートの管理に同意した。この大規模なリゾートカジノの入札は却下されたが、その後リバーズカジノの建造が許可された。 
2014年12月、チャーチルダウンズはカジュアルゲームの開発企業であるビッグフィッシュゲームズを最大8億8,500万ドル相当の取引で買収した。その後、2018年にこの会社をアリストクラートテクノロジーズに9億9,000万ドルで売却している。 
また、同社はサラトガと提携して、2017年1月にメリーランド州のオーシャンダウンズ競馬場を購入した。2018年9月にはチャーチルダウンズ側がサラトガの保有する株式を買い取って、同競馬場の完全な所有権を取得した。 
2017年4月、同社はオンライン前払い賭博のウェブサイトであるBetAmericaを買収した。 
2018年2月、チャーチルダウンズは、 エルドラドリゾーツ社からプレスクアイルダウンズ競馬場と、レディラックカジノ・ヴィックスバーグの2施設を合計2億3,000万ドルで購入することに同意した。 しかし、ミシシッピ州にあるヴィックスバーグの購入は反トラスト法に抵触する懸念があったため取り消され、その代替としてペンシルベニア州にあるレディラックカジノ・ネマコリンの事業を100,000ドルで購入することに同意した。購入は2019年の初めに完了した。 
2018年9月、同社はルイビルダウンズを改修し、6500万ドルを費やしてインスタントレーシングのゲーミング施設を増設、ダービーシティゲーミングと改称して再オープンした。 
2019年3月、チャーチルダウンズはアーリントンパークから数マイルのところに位置するリバーズカジノ・デスプレーンズの62％の株式を、 ニール・ブルームらから4億100万ドルで購入した。 その年の後半、同社はケンタッキー州北部のターフウェイパーク競馬場を4600万ドルで購入し、1億ドルをかけてインスタントレーシングの施設を建設することを発表した。

## 保有資産
チャーチルダウンズは、2020年現在で以下の競馬場およびカジノ施設を所有している。 
- アーリントンパーク競馬場（2021年廃止）
- コールダー競馬場
- チャーチルダウンズ競馬場
- ダービーシティゲーミング（旧ルイビルダウンズ競馬場）
- フェアグラウンズ競馬場
- オーシャンダウンズ競馬場
- プレスクアイルダウンズ競馬場
- ターフウェイパーク競馬場
- ハーロウズカジノリゾート
- レディラックカジノ・ネマコリン
- マイアミバレーゲーム （株式50％）
- オックスフォードカジノ
- リバーズカジノ （株式62％）
- リバーウォークカジノホテル

その他、同社の以下の事業を保有している。 
- ブラフメディア
- TwinSpires
- ユナイテッドトート